# Filipo de Tesalónica
Filipo de Salónica (Φίλιππος ὁ Θεσσαλονικεύς) fue un poeta epigramista de la Antigua Grecia que vivió en el siglo I. De él se conservan 88 epigramas en la llamada Antología griega. Además, realizó una recopilación de epigramas de otros autores que fueron recogidos en la Antología Palatina, junto a otras recopilaciones realizadas por Agatías y por Meleagro. La recopilación de Filipo, conocida como la Guirnalda o corona de Filipo, contiene epigramas cronológicamente posteriores a la época de Meleagro y fue publicada en época de Calígula.